# Alena Rojas
Alena Rojas Orta (9 agosto 1992) è una pallavolista cubana.
Gioca nel ruolo di centrale nel Tulica.

## Carriera

### Club
La carriera di Alena Rojas inizia nei tornei amatoriali cubani, a cui partecipa con la formazione del Ciudad Habana. Dopo due stagioni di inattività, lascia legalmente Cuba e inizia la carriera professionistica in Russia, giocando nel campionato 2018-19 in divisione cadetta col Tulica.

### Nazionale
Nel 2011 fa il suo esordio nella nazionale cubana in occasione del Montreux Volley Masters, dove vince la medaglia d'argento, per poi aggiudicarsi il bronzo al campionato nordamericano ed un altro argento al XVI Giochi panamericani. Vince altre due medaglie di bronzo alla Coppa panamericana 2012 e ai XVI Giochi panamericani e quella d'argento alla NORCECA Champions Cup 2015, per poi essere premiata come miglior centrale alla Coppa Panamericana 2015, nonostante il quarto posto finale.

## Palmarès

### Nazionale (competizioni minori)
- Montreux Volley Masters 2011
- Giochi panamericani 2011
- Coppa panamericana 2012
- Giochi centramericani e caraibici 2014
- NORCECA Champions Cup 2015

### Premi individuali
- 2015 - Coppa Panamericana: Miglior centrale